# Wangford, East Suffolk
Wangford är en by i civil parish Wangford with Henham, i distriktet East Suffolk, i grevskapet Suffolk i England. År 1987 blev den en del av den då nybildade Wangford with Henham. Parish hade 427 invånare år 1961. Byn nämndes i Domedagsboken (Domesday Book) år 1086, och kallades då Wankeforda.